# Сибиларизација у новоштокавским дијалектима
Сибиларизација је гласовна промена у српском језику где се задњонепчани сугласници К, Г и Х у неким облицима испред И мењају у пискаве сугласнике Ц, З и С. Раније се у српској филологији ова појава звала друга палатализација.
Ситуације у којима се појављује сибиларизација су:
- у номинативу и вокативу множине именица мушког рода:
  - к > ц – јунак > јунаци
  - г > з – налог > налози
  - х > с – орах > ораси
- у дативу, локативу и инструменталу множине именица мушког рода:
  - к > ц – јунак > јунацима
  - г > з – налог > налозима
  - х > с – орах > орасима
- у дативу и локативу једнине именица женског рода:
  - к > ц – рука > руци
  - г > з – нога > нози
  - х > с – сврха > сврси
- у императиву:
  - к > ц – пећи > пеци
  - г > з – лећи > лези
- код несвршених глагола: 
  - г > з – дигнути > дизати
  - х > с – уздахнути > уздисати

## Одступања од сибиларизације
- У дативу и локативу властитих именица на -ка које означавају властита имена:

Милка - Милки, Бранка - Бранки
- У дативу и локативу речи од миља (хипокористика):

бака - баки, зека - зеки
- Код страних речи:

лига - лиги, клика - клики
- Када су у питању сугласничке групе: зг, цк, ћк, чк, тк, шк:

мазга - мазги, коцка - коцки, праћка - праћки, тачка - тачки, мотка - мотки, пушка - пушки